# Ludovico de Torres (arcebispo)
Ludovico de Torres (4 de novembro de 1533 - 31 de dezembro de 1583) foi um prelado católico romano que serviu como arcebispo de Monreale de 1573 a 1583.

## Biografia
Ludovico de Torres nasceu em Málaga, Espanha. No dia 9 de dezembro de 1573, foi nomeado Arcebispo de Monreale durante o papado de Gregório XIII. A 31 de dezembro de 1573, foi consagrado bispo por Marcantonio Maffei, cardeal-sacerdote de São Calisto, tendo Prospero Rebiba, patriarca titular de Constantinopla, e Giacomo Lomellino del Canto, arcebispo de Palermo, servindo como co-consagradores. Serviu como Arcebispo de Monreale até à sua morte a 31 de dezembro de 1583.